# Maankaart

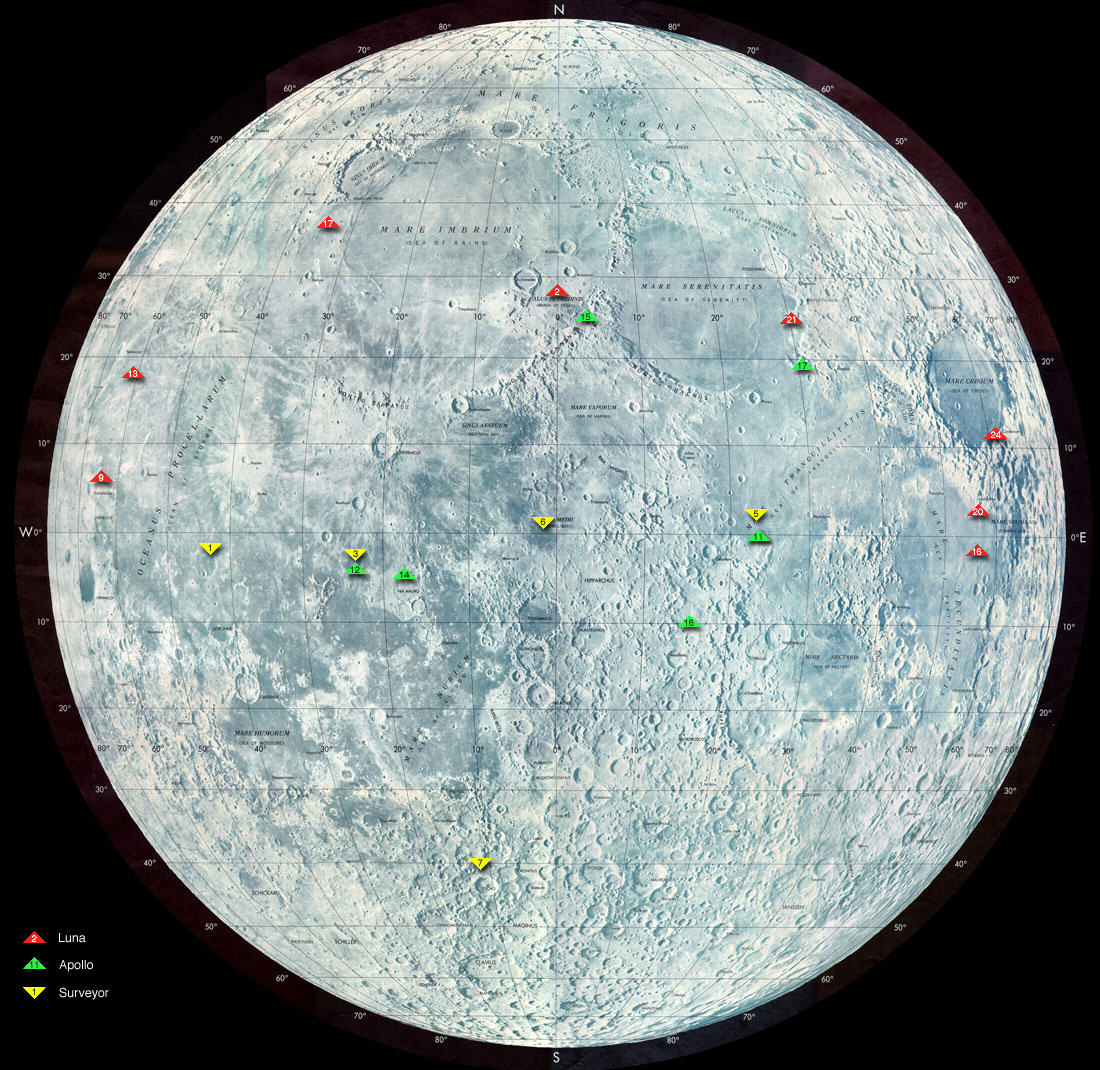
Maankaart met landingsplaatsen

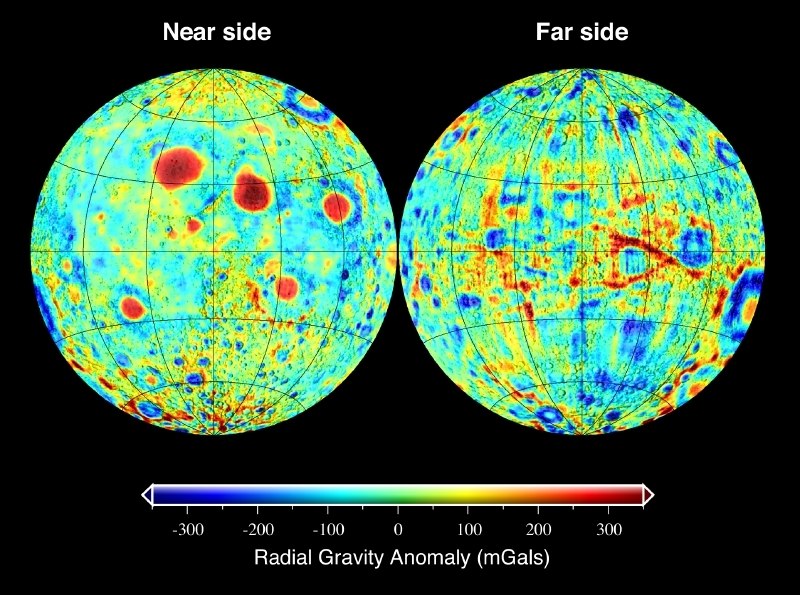
Zwaartekrachtverdeling maan (mascons)

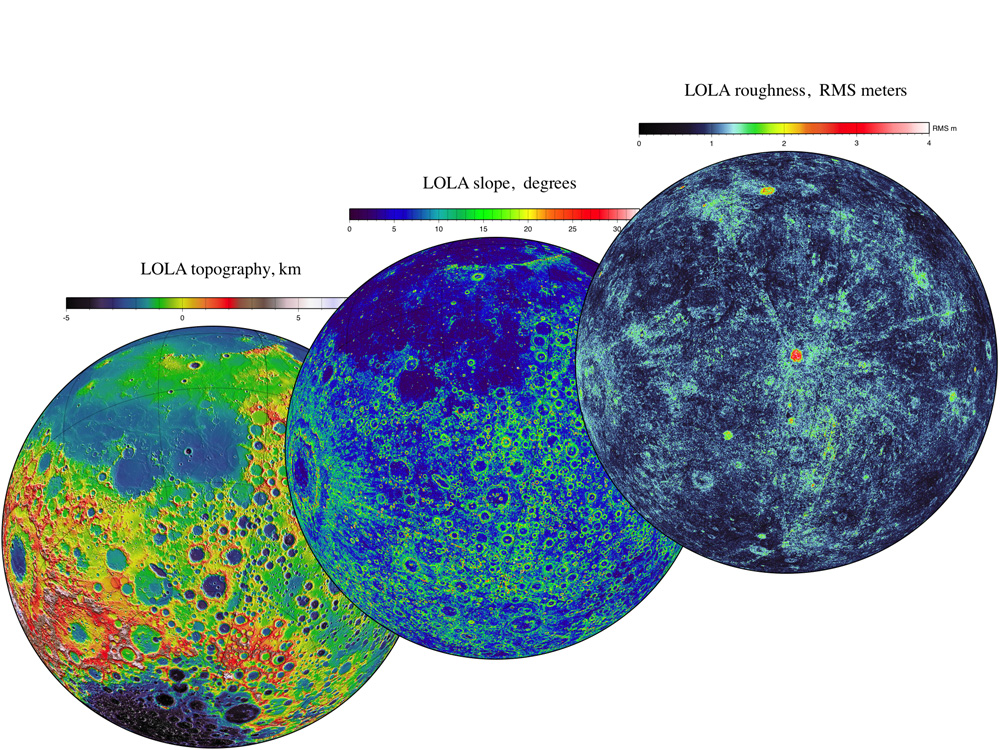
Kaarten van de Lunar Reconaissance Orbiter; topografie (links); steilheid van het landschap (midden), ruwheid van het landschap. In het centrum de relatief jonge inslagkrater Tycho.

Een maankaart is een plattegrond van de maan

## Eigenschappen
Vergeleken met een aardse kaart valt op:
- Er zijn veel minder symbolen nodig. Er zijn maar twee landschappen:

De donker gekleurde delen heten zeeën (mare, meervoud maria), Oceanus of Sinus (baai). in werkelijkheid zijn deze basaltvlakten zeer droog.
De lichter gekleurde gedeelten zijn inslagkraters.
Vaak geeft men landingsplaatsen weer van onbemande en bemande ruimteschepen.
Zoals ook met aardse kaarten kan men speciale kaarten maken met bv. water- of massa-ophopingen onder het oppervlak, mascons.
- Vaak wordt zuid boven getekend, omdat de kaart bedoeld is voor gebruik naast een telescoop.
- Vaak ontbreekt de achterkant van de maan deze is van de aarde af nooit zichtbaar. Aan deze achterkant van de maan bevinden zich nauwelijks maria; alleen kraters.

## Geschiedenis
De naar de aarde toegekeerde zijde van de maan toont het blote oog al veel detail. Echt goed onderzoek van de kraters enzovoorts werd pas mogelijk toen Galileo zijn telescoop in de 17e eeuw op de hemel richtte.
In de jaren zestig van de 20e eeuw zijn er gedetailleerde kaarten gemaakt dankzij de Loena, Lunar Orbiter en Apollo ruimtevluchten. Daarbij is ook de achterkant van de maan in kaart gebracht.
Voor de maankaart zijn vooral de Lunar Orbiter 4 en 5 belangrijk. Deze satellieten draaiden in een polaire baan.
Sedert 2009 draait de Lunar Reconnaissance Orbiter in een polaire baan om de maan en brengt deze in kaart met een oplossend vermogen van 0,5 meter.

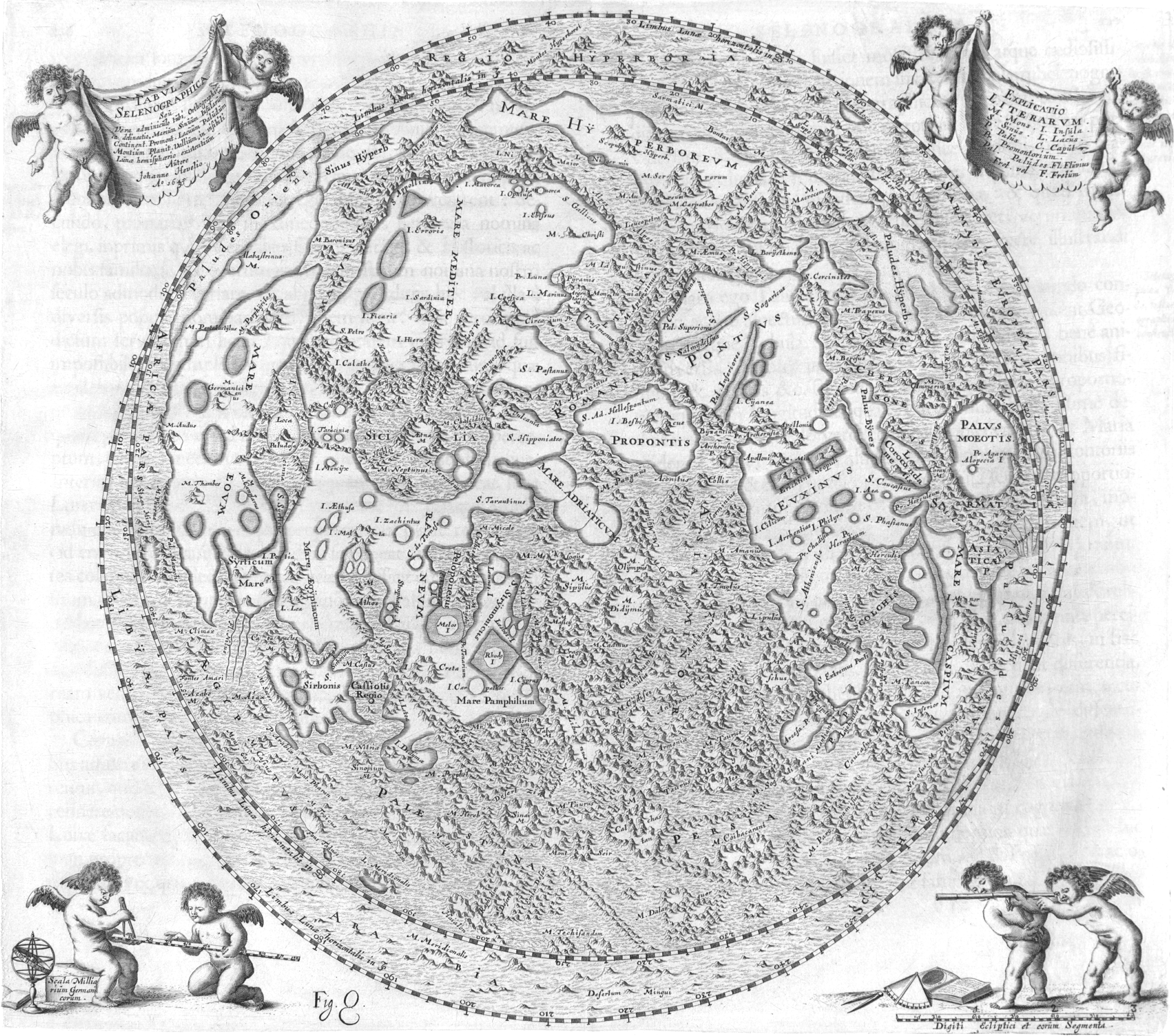
kaart uit 1647

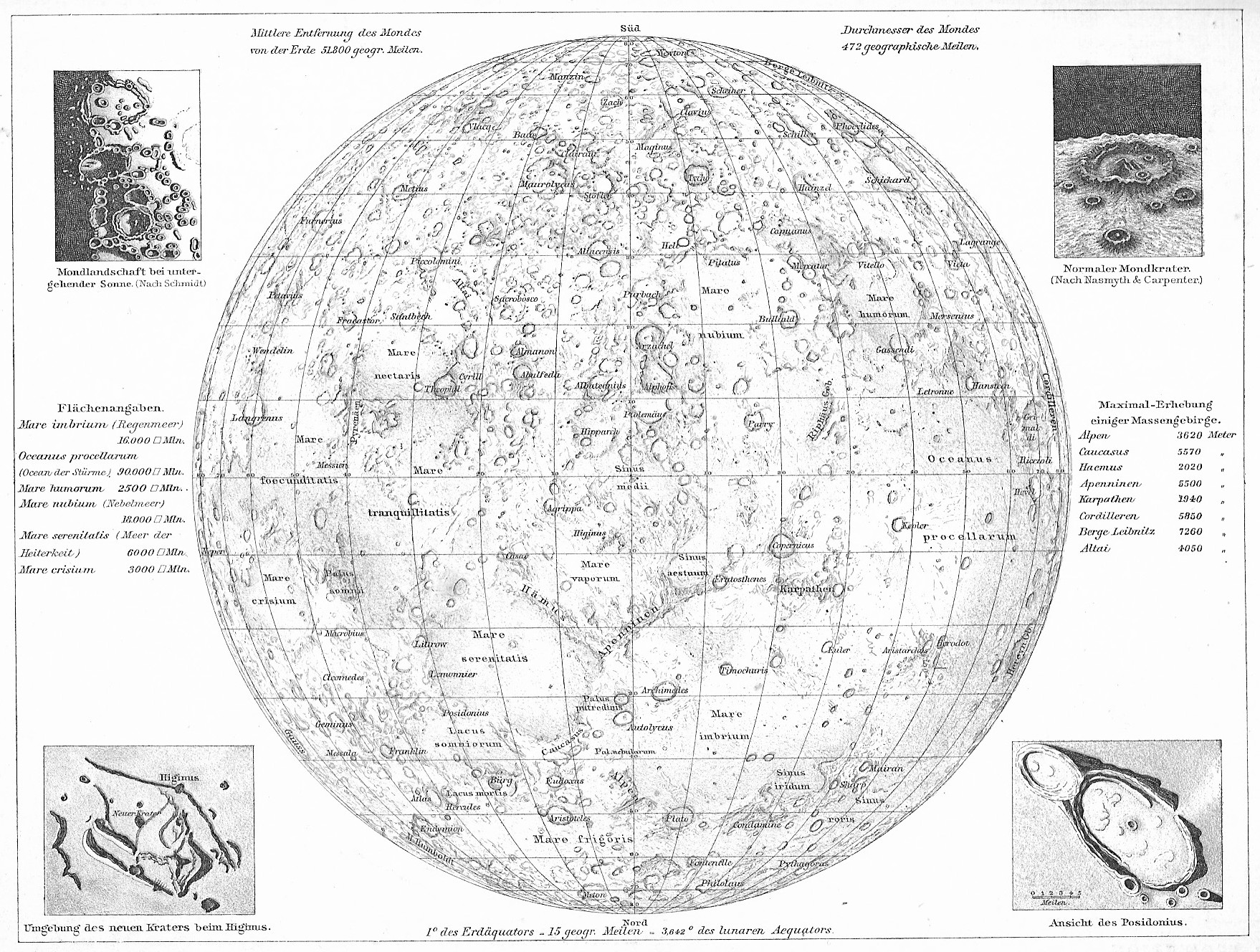
kaart uit 1881